# Anđela
Anđela ist ein weiblicher Vorname.

## Herkunft und Bedeutung
Der Name ist die kroatische und serbische Form von Angela.

## Bekannte Namensträgerinnen
- Anđela Bulatović (* 1987), montenegrinische Handballspielerin
- Anđela Janjušević (* 1995), serbische Handballspielerin
- Anđela Maslač (* 1962), kroatische Fußballspielerin
- Anđela Šešlija (* 1995), bosnisch-US-amerikanische Fußballspielerin